# Bezpieczeństwo metod biometrycznych
Aby metoda identyfikacji w metodzie biometrycznej została uznana za bezpieczną, do pomiarów należy wybrać takie cechy biometryczne, które powinny być :
- powszechne, czyli występować u wszystkich (lub prawie wszystkich) osób; 
- indywidualne, czyli unikatowe dla każdego człowieka;
- niezmienne, czyli nie powinny zależeć od stanu człowieka (wieku, przebytych chorób itp.); 
- mierzalne, czyli możliwe do zmierzenia przy użyciu dostępnych technologii i metod pomiaru; 
- akceptowalne, czyli niewzbudzające zastrzeżeń, kontrowersji i irytacji;
- niepodrabialne, czyli niedające się sfałszować, lub sfałszowanie jest możliwe, ale trudne do osiągnięcia. 
W celu zwiększenia niezawodności identyfikacji można łączyć różne techniki, np. sprawdzać jednocześnie wzór tęczówki oka, geometrię twarzy oraz weryfikować głos, czy mierzyć puls i badać geometrię dłoni.